# Kathleen Alcalá
Kathleen Alcalá (29 de agosto de 1954) es una escritora mexicana[cita requerida]-estadounidense, autora de colecciones de breves historias, tres novelas ubicadas en el suroeste de Estados Unidos y en el siglo XIX en México, y colecciones de ensayos.
Kathleen tiene un B.A. en Lingüística por la Universidad Stanford, y una maestría en escritura creativa por la Universidad de Washington. Además, recientemente completó una maestría en Bellas Artes por la Universidad de Nueva Orleans, que le requirió veraneadas en San Miguel de Allende.

"Mis padres siempre me decían que yo era mexicana. Yo era mexicana porque ellos eran mexicanos. Esto a veces se modificaba a "mexicoestadounidense", puesto que nací en California, y por lo tanto automáticamente ciudadana de los EE.UU. Sin embargo, mis padres decían que esto, también, fue en otro tiempo parte de México. Mi padre lo dijo con un ademán amplio, abarcando el smog, las hermosas montañas, los coches y casas y las franquicias de comida rápida. Cuando hizo ese gesto, todo se disipó en el ojo de mi mente dejándome la impresión vaga de un lugar mejor. Estábamos aquí cuando llegaron los blancos, los españoles, y luego los estadounidenses. Y vamos a estar aquí cuando se vayan, decía, y será parte de México de nuevo."

Así comienza una colección lírica y totalmente absorbente de ensayos personales de esta apreciada escritora chicana y talentosa narradora, Kathleen Alcalá. Libremente unidos por una exploración de los muchos significados de la "familia", estos ensayos se mueven en un arco amplio de las historias y experiencias de las personas cercanas a ella a los que se pregunta acerca de como Andrea Yates, una madre, ahogó a sus hijos. En el proceso de excavación y cribado, se sorprende con frecuencia por lo que desentierra. Su familia, descubre, eran refugiados judíos de la Inquisición española que participaron en la parafernalia de la religión católica con el fin de sobrevivir. Aunque los ensayos son de muchas maneras personal, que también son universales. Cuando se examina la historia de su familia, ella nos está animando a inspeccionar nuestras propias familias, también. Cuando se investiga un secreto de familia, que está apoyando a nuestra propia búsqueda de sentido. Y cuando escribe que el ser separado de nuestra cultura indígena es "una forma de analfabetismo", sabemos exactamente lo que significa. Después de leer estos ensayos, nos encontramos con que hemos descubierto no sólo por qué Kathleen Alcalá es una escritora, sino también por lo que apreciamos tanto. Ella nos ayuda a encontrar a nosotros mismos.

Es profesora de escritura creativa en los talleres y programas en el Estado de Washington, y en otros lugares, incluyendo a las Universidades de Seattle, Nuevo México, y en el Instituto Richard Hugo House.  Alcalá es también cofundadora y editora colaboradora de The Raven Chronicles. Una obra de teatro basada en su  novela, Spirits of the Ordinary, fue producida por The Miracle Theatre, en Portland, Oregon. Ha sido miembro del consejo de Richard Hugo House, y del Consejo de Asesores de  Con Tinta, Field’s End y del Centrum Writers Conference. En 2007, fue ganadora de varios premios por sus escritos, incluyendo el Artist Trust / Washington State Artes Fellowship.
Alcalá reside en Bainbridge Island, Estado de Washington.

## Obra

### En castellano
- La flor en la calavera. Grandes novelistas. Con Carmen Bordeu. Emecé Editores, 235 pp. ISBN 9500421488, ISBN 9789500421485 (2000)

- Espíritus de las pequeñas cosas. Grandes novelistas. Emecé Editores, 252 pp. ISBN 9500418061, ISBN 9789500418065 (1998)

### En inglés
- Raven in Winter. Con Phoebe Bosche. Editor Raven Chronicles, 8 pp. (1994)

- Mrs. Vargas and the Dead Naturalist. Ed. Calyx Books. 170 pp. ISBN 0934971250, ISBN 9780934971256 (1992)

- Spirits of the Ordinary: A Tale of Casas Grandes. Crónicas. Ed. Harvest Books. 244 pp. ISBN 0811814475, ISBN 9780811814478 (1997)[6]

- The Flower in the Skull. Edición ilustrada de Chronicle Books, 180 pp. ISBN 0811819167, ISBN 9780811819169 (1988)[7]

- Treasures in Heaven. Edición reimpresa de Northwestern University Press, 224 pp. ISBN 0810120364, ISBM 9780810120365 (2003)

- The Desert Remembers My Name: On Family and Writing. Editor Univ. of Arizona Press, 204 pp. ISBN 0816526273, ISBN 9780816526277 (2007)[8][2]

#### Capítulos de libros
- Hotel Angeline: A Novel in 36 Voices. Con Jennie Shortridge, Garth Stein, Kathleen Alcalá, Erica Bauermeister, Deb Caletti, William Dietrich, Karen Finneyfrock, Elizabeth George, Stephanie Kallos, Frances McCue, Kevin O'Brien, Suzanne Selfors, Craig Welch, Matthew Amster-Burton, Sean Beaudoin, Carol Cassella, Robert Dugoni, Jamie Ford, Mary Guterson, Erik Larson, Jarret Middleton, Greg Stump, Julia Quinn, David Lasky, Susan Wiggs, Kit Bakke, Dave Boling, Maria Dahvana Headley, Kevin Emerson, Clyde W. Ford, Teri Hein, Stacey Levine, Peter Mountford, Nancy Rawles, Ed Skoog, Indu Sundaresan. Editor Open Road Integrated Media, LLC, 258 pp. ISBN 1453218785, ISBN 9781453218785 (2011)

## Vista de críticas
Charles de Lint, revisando The Flower in the Skull, declaró que: "Alcalá se está convirtiendo en uno de mis escritores favoritos", alabando su trabajo por la "riqueza [de ella] en caracterizaciones y configuraciones."

## Honores

### Galardones
- Western States Book Award
- Governor's Writers Award
- Pacific Northwest Bookseller's Award
- Washington State Book Award

### Membresías
- Grupo de escritores Los Norteños